# Urmas Kaldvee
Urmas Kaldvee (ur. 20 listopada 1961 w Võru) – estoński biathlonista reprezentujący też ZSRR, brązowy medalista mistrzostw świata.

## Kariera
W Pucharze Świata zadebiutował 20 stycznia 1990 roku w Anterselvie, kiedy zajął 31. miejsce w biegu indywidualnym. Pierwsze punkty zdobył 15 marca 1990 roku w Kontiolahti, zajmując ósme miejsce w tej samej konkurencji. Nigdy nie stanął na podium indywidualnych zawodów tego cyklu, najlepszy wynik osiągnął 18 marca 1993 roku w Kontiolahti, gdzie zajął siódme miejsce w biegu indywidualnym. Najlepsze wyniki osiągnął w sezonie 1989/1990, kiedy zajął 33. miejsce w klasyfikacji generalnej.
Podczas mistrzostw świata w Nowosybirsku w 1992 roku wspólnie z Aivo Udrasem, Kalju Ojaste i Hillarem Zahkną zdobył brązowy medal w biegu drużynowym. Był to pierwszy w historii medal dla Estonii w tej konkurencji. Był też między innymi siódmy w sztafecie na mistrzostwach świata w Borowcu w 1993 roku.
W 1992 roku wystartował na igrzyskach olimpijskich w Albertville w 1992 roku, gdzie zajął 48. miejsce w biegu indywidualnym, 31. miejsce w sprincie i 11. w sztafecie. Na rozgrywanych dwa lata później igrzyskach w Lillehammer uplasował się na 61. pozycji w biegu indywidualnym i 13. w sztafecie.
Jego syn, Martten Kaldvee, także został biathlonistą.

## Osiągnięcia

### Igrzyska olimpijskie
| Rok  | Miejscowość | Konkurencje | Konkurencje | Konkurencje | Konkurencje | Konkurencje | Konkurencje | Konkurencje |
| Rok  | Miejscowość | IN          | SP          | PU          | MS          | RL          | MR          | SR          |
| ---- | ----------- | ----------- | ----------- | ----------- | ----------- | ----------- | ----------- | ----------- |
| 1992 | Albertville | 48.         | 31.         | nd.         | nd.         | 11.         | nd.         | –           |
| 1994 | Lillehammer | 61.         | –           | nd.         | nd.         | 13.         | nd.         | –           |

### Mistrzostwa świata
| Rok  | Miejscowość | Konkurencje | Konkurencje | Konkurencje | Konkurencje | Konkurencje | Konkurencje | Konkurencje |
| Rok  | Miejscowość | IN          | SP          | PU          | MS          | RL          | MR          | SR          |
| ---- | ----------- | ----------- | ----------- | ----------- | ----------- | ----------- | ----------- | ----------- |
| 1992 | Nowosybirsk | nd.         | nd.         | nd.         | nd.         | nd.         | nd.         | –           |
| 1993 | Borowec     | 69.         | 15.         | nd.         | nd.         | 7.          | nd.         | –           |
| 1994 | Canmore     | nd.         | nd.         | nd.         | nd.         | nd.         | nd.         | –           |

### Puchar Świata

#### Miejsca w klasyfikacji generalnej
| Sezon     | Miejsce |
| --------- | ------- |
| 1989/1990 | 33.     |
| 1990/1991 | -       |
| 1991/1992 | 38.     |
| 1992/1993 | 54.     |
| 1993/1994 | -       |

#### Miejsca na podium chronologicznie
Kaldvee nigdy nie stanął na podium indywidualnych zawodów PŚ.